# Lucas Moscariello
Lucas Darío Moscariello (* 19. Februar 1992 in Buenos Aires) ist ein argentinisch-italienischer Handballspieler.

## Karriere

### Verein
Der 1,90 m große Kreisläufer spielte in seiner Heimat für CI.DE.CO. Im Jahr 2013 wechselte er nach Frankreich zum Drittligisten Saint-Gratien/Sannois Handball und ein Jahr später zum Zweitligisten Billère Handball. Ab 2016 stand er beim spanischen Verein Club Balonmano Villa de Aranda unter Vertrag, mit dem er 2017 aus der Liga Asobal abstieg. Im Sommer 2018 verpflichtete ihn der Erstligist BM Ciudad Encantada, mit dem er international am EHF-Pokal teilnahm. Ab 2021 lief er für den französischen Rekordmeister Montpellier Handball auf, mit dem er an der EHF Champions League 2021/22 und der EHF European League der Männer 2022/23 teilnahm. Im März 2023 wechselte Moscariello zum spanischen Verein TM Benidorm. Im November 2023 wurde er an den kuwaitischen Verein Qadsia SC für Spiele der asiatischen Championships ausgeliehen.

### Nationalmannschaft
Mit der argentinischen Nationalmannschaft gewann Moscariello die Panamerikameisterschaft, die Süd- und mittelamerikanische Meisterschaft, die Panamerikanischen Spiele und die Südamerikaspiele.
Außerdem nahm er an den Olympischen Spielen 2020 sowie den Weltmeisterschaften 2017, 2019, 2021, 2023 und 2025 teil.

#### Erfolge
Panamerikameisterschaft:
- Gold 2018

Süd- und mittelamerikanische Meisterschaft:
- Gold 2020
- Silber 2022

Panamerikanische Spiele:
- Gold 2019

Südamerikaspiele:
- Gold 2022
- Silber 2018